# Virginia City (película)
Virginia City (Oro, amor y sangre en España y Hermanos contra hermanos en Argentina y La caravana de la muerte en México) es un wéstern estadounidense de 1940 dirigido por Michael Curtiz y protagonizado por Errol Flynn, Miriam Hopkins y Randolph Scott.
La película se basa en una historia real que tuvo lugar durante la Guerra de Secesión. Aunque fue promocionada como la segunda parte de Dodge, la ciudad sin ley (1939), la verdad es que tiene pocos elementos en común con ella.
Cabe destacar, que fue la segunda película de Errol Flynn como cowboy siendo Dodge, la ciudad sin ley la primera, un papel muy aceptado entre el público, por lo que acabó protagonizando 8 westerns en tan solo 11 años. Adicionalmente cabe destacar, que esta película fue la tercera y última aparición de Humphrey Bogart en el género del wéstern.

## Argumento
El oficial de la Unión, Kerry Bradford, después de conseguir escapar de la prisión confederada durante la Guerra Civil, se compromete a detener un cargamento de oro que alcanza los 5.000.000 de dólares, el cual tiene como objetivo alcanzar el sur. Por el camino tiene que enfrentarse al Capitán Vance, cuyo interés por el oro es patriótico, y al fuera de la ley John Murrell, cuyos intereses por la carga transportada son puramente mercenarios.

## Reparto
| Actor                    | Personaje                |
| ------------------------ | ------------------------ |
| Errol Flynn              | Kerry Bradford           |
| Miriam Hopkins           | Julia Hayne              |
| Randolph Scott           | Vance Irby               |
| Humphrey Bogart          | John Murrell             |
| Frank McHugh             | Sr. Upjohn               |
| Alan Hale                | Olaf 'Moosehead' Swenson |
| Guinn 'Big Boy' Williams | 'Marblehead'             |

## Producción
Al principio estuvo planeado utilizar los mismos actores principales que fueron utilizados en el rodaje de la exitosa película  Dodge, la ciudad sin ley que se rodó a finales de los treinta. Esos actores eran Errol Flynn, Olivia de Havilland, Ann Sheridan, Donald Crisp, Guinn Williams y Alan Hale. Sin embargo, al final, Olivia de Havilland no apareció y por ello ella tuvo que ser sustituida por Miriam Hopkins. Adicionalmente tampoco participó en ella Ann Sheridan. Finalmente estaba planeado que Victor Jory interpretase a John Murrel, pero al final se eligió a Humphrey Bogart para ello, porque Victor Jory no tenía el tiempo suficiente para poder participar en el filme.
Finalmente también se cambió el nombre del título del wéstern. En vez de llamarlo NEVADA, como se planeó originalmente, se le llamó en vez de ello VIRGINIA CITY.

## Recepción
Hoy en día la película ha sido valorada en portales cinematográficos y por críticos profesionales. En IMDb, con aproximadamente 2900 votos registrados, la producción cinematográfica obtiene una media ponderada de 6,8 sobre 10. En cuanto a Rotten Tomatoes, los más de 500 votos registrados en el portal dieron a este filme una valoración media de 3,5 de 5. También cabe destacar, que en La Vanguardia los usuarios le dieron a la película una aprobación del 57%.